# Arie Frederik Nelis Lekkerkerker
Arie Frederik Nelis Lekkerkerker (Hei- en Boeicop, 5 maart 1913 – Groningen, 28 december 1972) was een Nederlands-hervormd predikant en kerkelijk hoogleraar theologie in Groningen.

## Levensloop
Geboren en opgegroeid in een Hei- en Boeicop in een boerenmilieu was hij bekend met het bevindelijke stromingen binnen het gereformeerd protestantisme. Hij begon in 1931 aan een studie theologie in Utrecht en promoveerde daar op 9 maart 1942 op een proefschrift getiteld Römer 7 und Römer 9 bei Augustin. Hij werd voorganger bij de evangelisatie in Franeker en later predikant in Noordlaren, Loosdrecht en Utrecht. In 1959 werd hij benoemd als kerkelijk hoogleraar theologie aan de Rijksuniversiteit Groningen voor de vakken Kerkgeschiedenis en Kerkrecht, Dogmengeschiedenis en Dogmatiek. Hij gaf een serie radiolezingen over de protestantse sacramenten, doop en avondmaal. Het avondmaal was ook een thema in verschillende van zijn boeken. Hij nam in zijn werken afstand van de avondmaalsmijding die in bevindelijke kringen veel voorkwam, omdat, zoals hij zei, men niet naar het avondmaal gaat omdat men gelooft, maar opdat men gelooft. Ook leverde hij een in 1965 verschenen bijdrage aan de Commentarenserie Prediking van het Nieuwe Testament (PNT), waar hij de brief aan de Romeinen in twee delen bespreekt.
Hij overleed op 28 december 1972 na een periode van ziekte en werd begraven te Zeist.
- Biografisch Portaal: 80789923
- Gemeinsame Normdatei: 1101492953
- International Standard Name Identifier: 0000 0004 0025 8909
- Library of Congress Control Number: n79049337
- Nederlandse Thesaurus van Auteursnamen: 070557330
- Système universitaire de documentation: 243941021
- Virtual International Authority File: 202894450
- WorldCat: E39PBJkXxcDKqDKTyCpCPJmfMP